# 東郊及伊拉瓦拉線
東郊及伊拉瓦拉線（英語：Eastern Suburbs & Illawarra Line）是一條來往悉尼東區與伊拉瓦拉的區域鐵路，為悉尼城市鐵路所管理。它亦同時接駁一條通往臥龍崗（Wollongong）的南海岸線。該線於1880年代建造並進入當時是出產農業和採礦業的伊拉瓦拉，並1926年成為新南威爾斯州的第一條電氣化鐵路。
今日，該線分成三部份：主線伊拉瓦拉線（Illawarra line）（但不包括今日的南海岸線）（South Coast Line）、新忽地至克羅努拉（Cronulla）的支線克羅努拉線（Cronulla Line）以及由悉尼都會城至邦迪聯運的地下鐵—東郊線（Eastern Suburbs Line）。該線目前以高班次運轉，因此被新南威爾斯政府稱為「全悉尼最可靠的鐵路路線」。
由開始到現在整條「伊拉瓦拉線」其實是指由伊拉瓦拉交匯處的萊德芬（Redfern）站至邦艾特利（Bomaderry）站。但在1989年由城際鐵路改組而成的悉尼城市鐵路成立時將伊拉瓦拉線的總站設定為瀑布車站和克羅努拉車站，瀑布車站以南的車站（瀑布車站至邦拜利車站／奇龍巴車站）則為南海岸線。在城市鐵路時間表及其它宣傳物件中，兩條線的主線是以天藍色表示。

## 主線及支線
東郊及伊拉瓦拉線是由伊拉瓦拉線（本指包括南海岸線的海倫鎮至奇亞瑪一段）、東郊線（中央站至邦迪聯運）和克羅努拉支線（新忽地至克羅努拉商業區）。當然這條線亦經包括皇家郊野公園線和和黃華墳場線，不過這個分題暫時不說。路線的定向請按此。

### 東郊支線

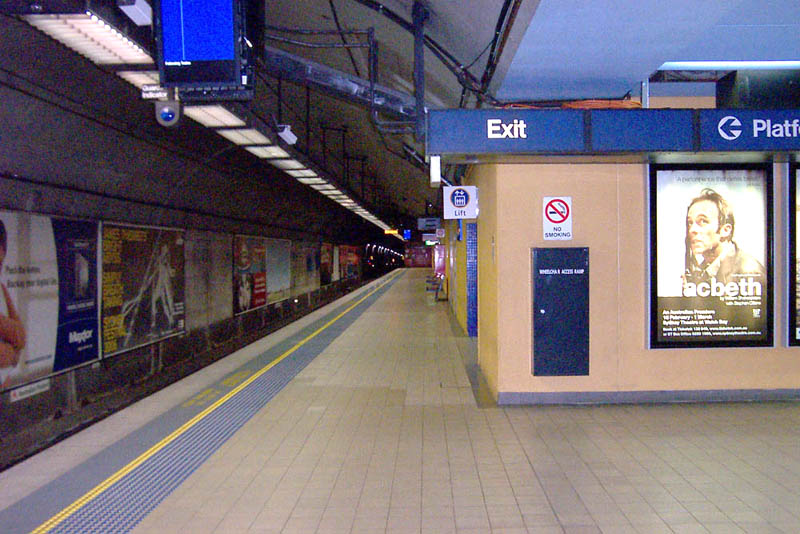
東郊支線的起點 － 邦迪聯運車站。（Bondi Junction）

東郊線是指邦迪聯運站至艾利（Eveleigh）的一段東郊及伊拉瓦拉線。路線是由7公里的鑽挖隧道加上1.5公里的明挖隧道，再加上2公里的架空橋面，幾乎全程路程都是地底中進行。在東郊中有3條分開的隧道，裏面藏著邦迪聯運站、崖邊站和英皇十字站。在邦迪聯運站和崖邊站之間的路段，有一個小型的通風口，那個其實是烏拉蛙（Woollahra）站，一個從未建成的車站；而在崖邊站至英皇十字站之間，則有一段高架橋路線。
離開英皇十字站後，東郊線轉向都會區前進；途中會經過一條高架橋經過烏魯木魯和東區分配公路。然後進入一條經過新南威爾斯藝術館隧道，到達馬丁廣場站。離開車站後會向南轉，接著路線就會進入都會區中心區域，就到達市政廳站、悉尼中央火車站和萊德芬站。在從艾利的鐵路工場由隧道返回地面之前的路程中，該線全部都是以雙軌行走的，同時在馬丁廣場、邦迪聯運站和悉尼中央車站都各有一條迴車側線，以便列車來往東郊線（中央站至邦迪聯運站）。

### 伊拉瓦拉線

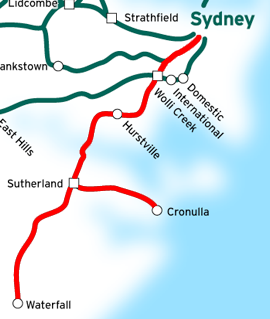
伊拉瓦拉線及克羅努拉線。

從悉尼中央火車站離開後，主線會向南下。離開在伊拉瓦拉交匯處的隧道後，便到達伊拉瓦拉線。南海岸線的列車在這個地方匯合，之前列車在中央站開出，一直在地面行走。（除邦迪聯運站開出例外）
離開萊德芬站後，這段路一共會有6條路軌（包括機場暨東山線和班克斯線）同時向南走，經過愛斯鎮和聖彼得鎮，便到達先鄧咸站。此時主線便和班克斯線分開。機場暨東山線繼續與伊拉瓦拉線平行直至渦拉溪站的北面（即渦拉溪交匯處）。定線繼績南下至康高拉，然後向西經過交頓、阿留下、好士維和筆林，再轉南經過麼谷，途中會經過佐治河（高霧橋），直到新忽地站主線便和克羅努拉線（Cronulla Line）分開。
至於主線方面，在新忽地站和克羅努拉支線分開一直向南走，與王子公路（Prince Highway）一起走向南面，然後在洛德（Loftus）站與前皇家郊野公園支線分開。最終伊拉瓦拉線會到達皇家郊野公園的瀑布站，東郊及伊拉瓦拉線的服務就此終結，往下的路程便是南海岸線了。
值得一提的是，在渦拉溪交匯處至好士維的路段設有4條路軌，往下的路段則以兩條軌行走。而新忽地站就設有克羅努拉支線專用的3號月台。

### 克羅努拉支線
在新忽地站的東南面，有一條單行線向東行。這條線就是克羅努拉支線，支線由新忽地開始，一直向東走至烏拉瓦，然後轉南直至克羅努拉的商業中心區。

## 歷史

### 建造主線

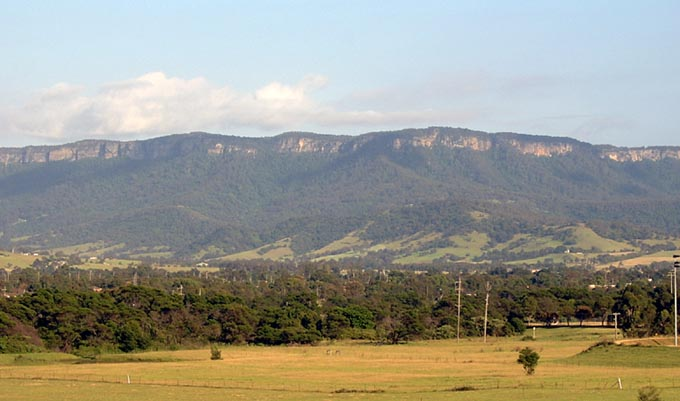
要建造伊拉瓦拉線，最大的問題就是要爬過伊拉瓦拉高原。

伊拉瓦拉線（主線）的構思最初是在1870年代提出的，在那時往悉尼的南部（即是南線和南高原線）、北部（即是北線和紐卡素及中海岸線）和西部（即是西線和藍山線）的鐵路都正在興建中，某些由著名人士所組成的委員會就提出意見希望當局能建造一條鐵路前往當時主要出產農作物和紡織物的伊拉瓦拉（Illawarra）地區，藉此發展該處。
1873年，該委員會向當時政府的勘測員R.史提芬提出勘測悉尼至保利（Bulli）建造鐵路的可能性。他建議該路線由羅些（即是由巴免發電廠舊址）開始，橫過佐治河，接著跨過哥利山脈（Gwawley Range），再經過克競港（Port Hacking）後前往史丹溫公園（Stanwell Park），該路線會和連接至當時以彼得咸站（Petersham）為總站的主線（即是主郊線（Main Suburban railway line） ，今日的內西線。）連接。但當史提芬勘測此路線時就發現不少地形上的問題，尤其在吉米灣（Gymea Bay）至克競港之間。史提芬便記下自己在吉米港至吉米灣勘測時的事情，並寫信給新南威爾斯的總工程師約翰·白頓：

這個地方的地形基本上是由一些海拔200m 的高原和許多鋸齒狀的深谷組成。那些海床全部都是與海在同一高度的
上一次來到的卡佛先生，嘗試去走過那些海灣，於是他往上走一條8哩長試驗中的路，結果他走到山頂卻不知如何下來。

同樣的東西都寫在信件中：

那裏的大岩石、石頭、砂爍全都放置得很混亂，並且全都被厚厚的草叢蓋著，並交雜著藤蔓和匍匐植物…我每天用四分之一哩路來著手清理這些東西已是我最大的能力…"

除了地形外，在建議的雙山至臥龍崗下坡路線上也發現問題。史提芬發現任何方案必須建造一條鐵路爬陡坡的Z形轉向路線（zig zag, swichback）來爬過伊拉瓦拉高原。在1876年委員會提出伊拉瓦拉線給新南威爾斯議會，不過就算是一筆由國會會撥出一筆£740,000預算的承諾和一班奇亞瑪（Kiama）礦工的請願信，議案最終被否決。
政府一直都沒有表態，直至1880年新的方案出現才同意修建該路線。新的方案由都會區以南的麥當努鎮站（Macdonaldtown）至奇亞瑪，全長109公里。路線包括今天的伊拉瓦拉線（及南海岸線），即使在瀑布站至煤崖站（Coalcliff）出現偏差。 1881年4月6日，總督柯吉亞·洛德（Augustus Loftus）同意法案 44號 Vic. No. 28。法案列明要撥款工程費 £1,020,000，並計畫首先興建首37公里的路段，構成大概今天的路線，並預計於1884年9月30日完工。人們便馬上討論鐵路興建的可能性，尤其是超支最多的瀑布站至顎福站（Otford）之間的一連串隧道。
但工程到了高霧站（Como）時突然停工，原因是政府的測量員對史提芬所建議的路線抱有懷疑的態度，要進行調查。此舉平息了公眾一直以來的談論，即使新的路線要鑿更多隧道，挖更多洞穴，建更多急彎的路段，工程的總費用都只不過是£130,175，比之前的方案少6倍多，工程大臣同意此議案。不過即使工程曾短暫地停工，承建商拒絕在有爭議的路段重新工程，於是要被逼重新招標承建商。
好士維站在1884年10月15日完成，瀑布站在1886年3月9日完成，而以奇亞瑪站作為終站的全線於翌年的6月22日正式啟用。
根據官方的文件顯示，來往都會區至新忽地的路段工程進度並不完整的（例如交頓(Carton)站在1887年元誕啟用，但隔壁的阿留下(Allawah)車站則在1925年11月25日啟用），所以最初遠行的列車都在週未運行直至全部路程完工。第一個正式在現今路線運行的列車在1885年12月9日運行。但是為了要測試高霧橋而要在1885年和12月和1886年的一月要停行。

### 擴充及電氣化

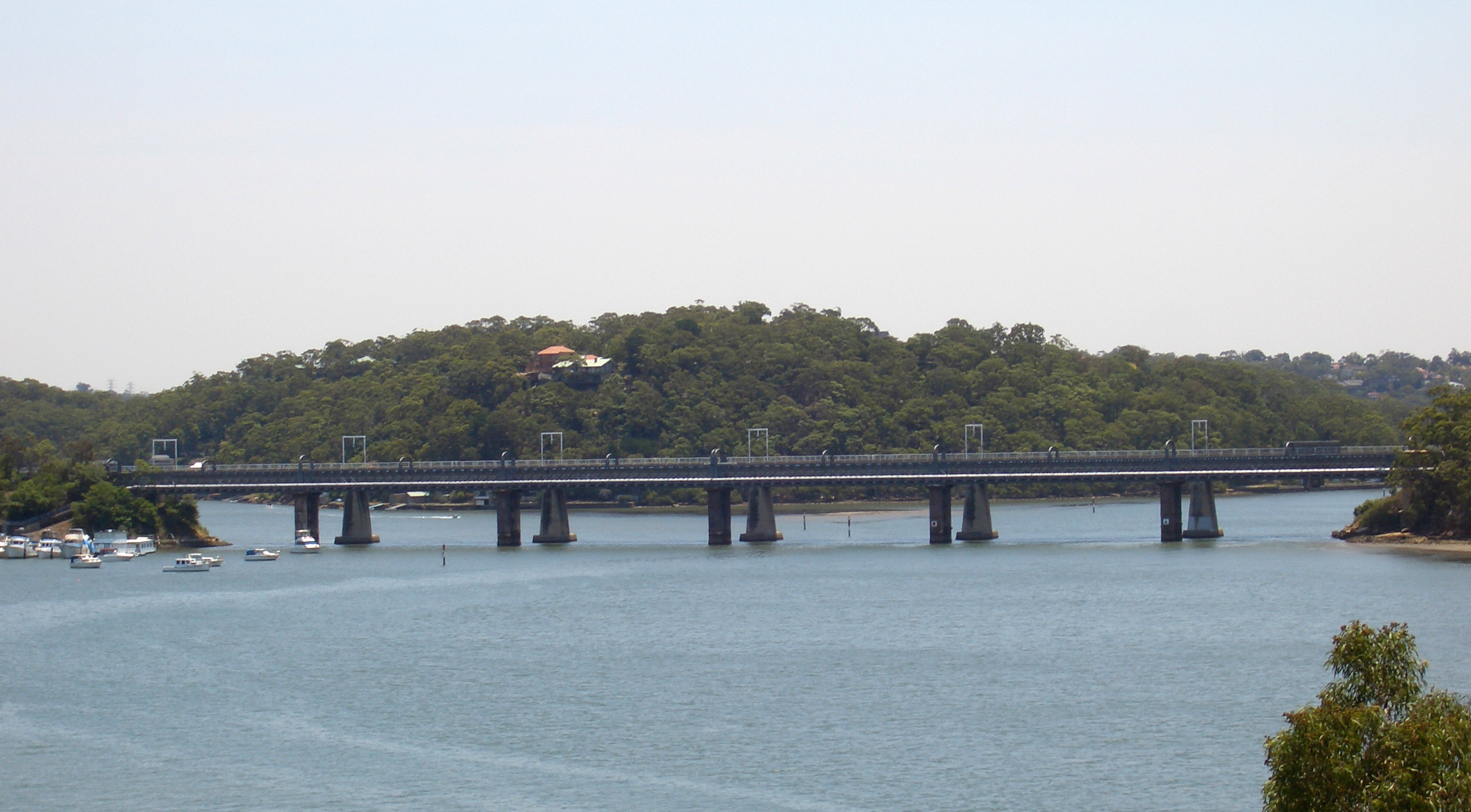
新和舊的高霧橋（Como Bridge），位於佐治河上。於1972年建造的新橋在圖片中的前面。

主線建成後，伊拉瓦拉交匯處至好士維（Hurstville）一直都是以雙軌運行。隨著乘客量的提高，意味著四軌化工程是必須進行。1890年4月，好士維至洛德（後來曾叫作洛德聯運）進行四軌化工程（除高霧橋外），隨後工程伸延至瀑布站，該年的12月12日完成。而萊德芬至好士維路段四軌化則在1913年至1925年間進行。
在1890年，高霧橋鋪設了雙程匯合單程軌道。（gauntlet track）。不過這種做法就爭論了很多個十年，因為這會造成瓶頸效應，於是在1905年舊橋旁邊建了一座新橋，兩條橋運作一直同時直至電氣化工程為止。新南威爾士政府委任約翰荷蘭公司（John Holland & Co.）來建造一條新橋。新橋於1969年建造，1972年完成，新橋主要是由預壓力的混凝土箱建成，而第一班橫過新橋的列車是在18:17於高霧站開出。而舊橋和麼谷（Mortdale）至奧特利（Oately）的一段路線於1905年被取代了，現時舊橋則用作行人通道及單車路，在假日有很多人經過。
伊拉瓦拉線是新威爾斯州最早的電氣化鐵路路線，並且在幾個月前連接於1926年3月1日啟用的第一段市環線「悉尼中央 - 聖占士」。1926年11月，電氣化工程已到達新忽地站。並伸延至當時的新支線 - 皇家郊野公園線。至於洛德站至瀑布站的電氣化工程則在1980年代完成，服務列車由初時的蒸汽火車變成柴油列車。儘管1979年東郊線已經完成，政府打算將電氣化工程繼續伸延至臥龍崗，工程由1980年7月20日開始並在1984年完成。

### 克羅努拉支線

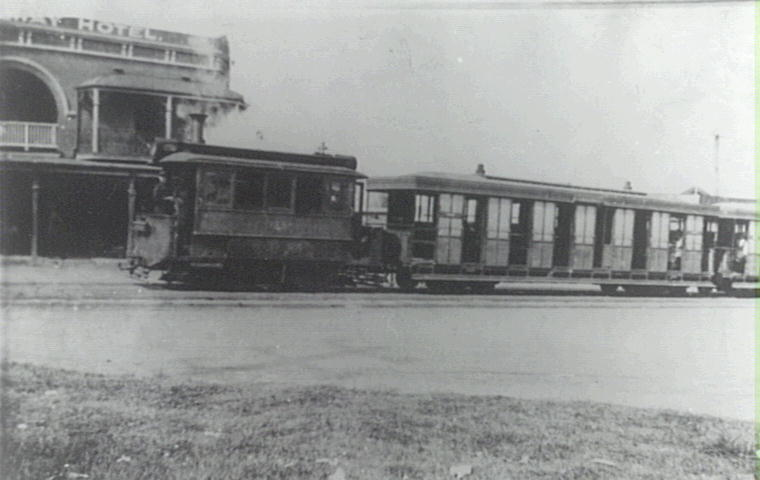
一個蒸汽有軌列車在新忽地的一個酒店前，正準備前往克羅努拉。（攝於1920年代）

克羅努拉地區有交通服務已是1895年的事，當時政府正細分加馬特灣（Gunmatta Bay）和克羅努拉海灘的交通，已有不少以馬作動力的公車來往克羅努拉海灘至新忽地站。1900年未，一個名為「新忽地 - 克羅努拉有軌列車聯盟」（Sutherland-Cronulla Tramway League）的組織成立。他們向國會建議在克羅努拉建造一個有軌列車路線。建議路線由新忽地站的南端開始，然後向東北方的王子公路走，再向東面的京士道（Kingsway）走，經過今天克羅努拉總站，最後到達些利公園（Shelly Park）。國會交通小組委員會終於在1908年同意建議，一個造價£37,505並擁有四個站及貨運側線的單線鐵路終於在1911年6月12日啟用。
此時有軌列車服務已達飽和的情況，列車經常因為在回線（crossing loop）的滯塞延誤導致乘客趕不及到新忽地轉車。而與其競爭的的公車公司提供一個比有軌列車較快的服務前往好市圍，及後該線遭到極大的虧損加上大蕭條的影響導致客運在1931年8月3日面臨停駛，貨運服務則撐到翌年的1月12日也無法繼續提供服務。與其競爭的的公車公司面臨無對手的營運。
而今天我們所見的重型鐵路（克羅努拉線）則在1920年被建議，當時湯姆厄利橋（Tom Uglys Bridge）正在規劃中。下公共建設委員會在1923年建議電車路線由高可拉（Kogarah）或好士維伸延至克羅努拉，使乘客前往都會區的時間縮短。不過鐵路委員會則認為電氣化鐵路會較適合，他們認為一個電氣化鐵路能直接服務克羅努拉的乘客至都會區的一些重要車站並能比伸延電車路線更有效服務整個區域。克羅努拉商會同意鐵路委員會的建議，認為此舉不只節省時間，還能節省金錢。
即使鐵路委員會已經同意建造克羅努拉線，但因為資金的問題在1930年代曾延期。當時支線的計畫和電氣化的計畫出現爭議，人們討論究竟那個支線才能合適接駁主線。而且早兩個關於接駁高霧和新忽地的提議早就被否定了。本地（克羅努拉）的住客亦都開始關注該地再有鐵路服務的來臨。
國會終於在1939年3月2日同意建造支線，支線一共擁有5個車站。在同年的12月16日克羅努拉支線正式啟用。啟用儀式在克羅努拉站進行，由當時的新南威爾斯總督約翰·洛打（John Loder, 2nd Baron Wakehurst）作主禮嘉賓。
雖然在克羅努拉線通車時在卡令巴站附近有一條回線，不過由於全部路程是以單線運行以致無法擴充服務到克羅努拉半島。於是在1980年開始鋪設由吉米到卡令巴約長3.5公里的複線，吉米、米灣達和卡令巴站的月台設計都改為島式月台，新路線於1985年7月15日 加入服務路線。

### 其它支線

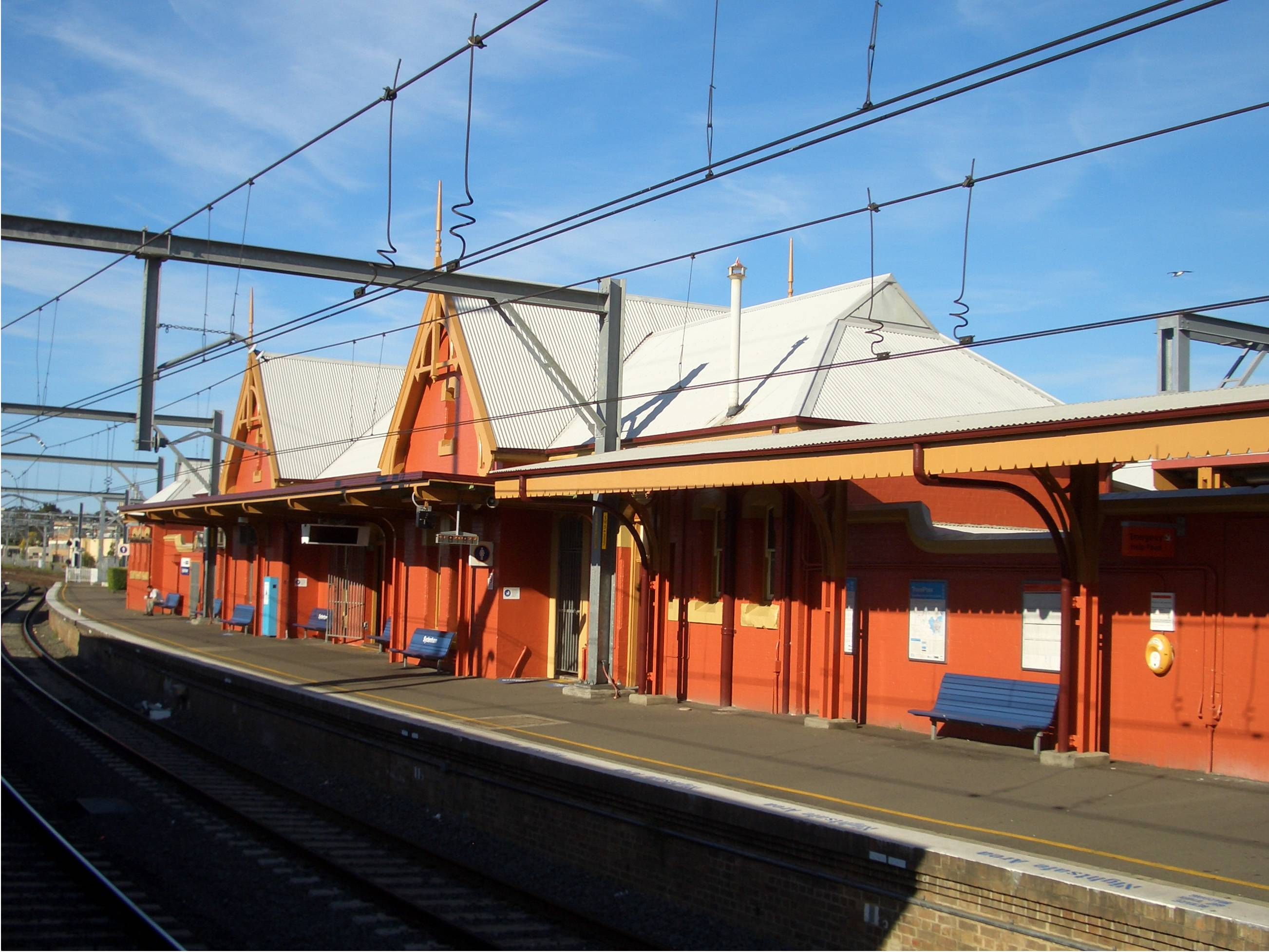
先鄧咸（Sydenham）站，是班克斯線和伊拉瓦拉線的分支。

除了克羅努拉支線外，還有一些是屬於伊拉瓦拉線的支線。班克斯線最初是以伊拉瓦拉線的支線的形式啟用，在1895年二月接駁至貝爾多站（Belmore），然後在1928年7月16日伸延至些乎頓（Sefton）站，該線變為主南線（Main South Line）。同樣地，機場暨東山線在未接駁機場線前，亦曾是伊拉瓦拉線的支線。
第一個向國會常備委員會推介的的計畫在1916年進行，與班克斯線相同的當它們正興建時，都是交替的路線，該線於1931年9月21日首先以皇果園站作為終站， 三個月後路線伸延至東山站。最後路線在1987年12月21日伸延至谷田（Glenfield）站，並接駁南線。

#### 皇家國家公園支線

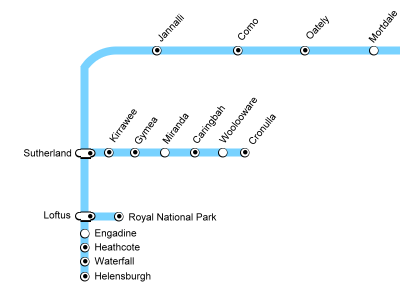
一個模擬前新忽地線的地圖，包括皇家國家公園支線。（1987年）

悉尼南部的一大片土地在1879年被列為皇家國家公園的範圍，是全球第二成立的國家公園。1886年為了提供訓練場地給新南威爾斯的軍隊，便迅速地建造一條短短的支線前往皇家國家公園。同年的3月9日便建成了，同時亦建造新忽地至瀑布的支線。第一批乘客就是軍營啟用後一個月的開放日的軍隊。當時支線只有兩條支線，一條是貨運側線而另一條是用作運送大型的物資（例如大炮）。1886年5月支線終於有客運服務，路線在1899年進行雙軌化，使路線能在假日亦能運載乘客。當伊拉瓦拉線進行電氣化時，支線亦同步進行。
雖然在澳洲獨立後軍營關閉了，但支線仍繼續服務遊客和住在灰角（Gray Point）附近的居民。為了1946年12月至1947年1月在新南威爾斯舉行的世界童軍大露營，第二個月台建造了。在郊野公園的管理人請求下，總站在1955年的6月改名為「皇家郊野公園」。
隧著克羅努拉支線的啟用，國家公園有更多的道路的進入以及其它的因素，促使支線的乘客量下降。即使1978年乘客量曾經複蘇，在將郊野公園遊客中心遷至該站時贊助人仍拒絕每三個人一班列車。直至1990年該線仍繼續正常服務並繼續在在州鐵路（State Rail，城市鐵路的前身）鐵路網之下的一個小支線。不過當在1991年因為一次系統故障，導致服務暫停。政府和鐵路公司同樣地決定一起關閉該線，來補償損失。
支線沉睡了一段時間後，國會同意將路線給悉尼電車博物館營運。博物館改變其性質成為一個輕軌鐵路，並在1993年5月1日重開。包裝成為公園線 （Park Link）服務。在假日以每小時的班次服務。

#### 和黃華墓園支線
1897年在新忽地站旁一幅地被建為一個墓園，即是位於和黃華（Woronora）的東面。其實當初位於克羅努拉北西的勤尼（Kurnell）亦是另一個選擇。1990年6月13日一條822米長的鐵路啟用，同時亦包括一個長134.1米長的月台和一條回線。第一個在和黃華墓園進行的喪禮在鐵路啟用前的一年進行，從都會區的停屍間站（Mortuary Station，又稱董事街站（Regent St））乘火車到達。
隨著汽車的通行，由火車運送棺木的情況漸漸減少。最終在1947年5月23日關閉該線，其實在早年已經沒有人在那裏進行喪禮。該線以及其月台在路線關閉後全部都被拆除了，現時已經幾乎看不到任何痕跡。不過由主線進入支線的分支路，今日仍然可見。

### 東郊支線

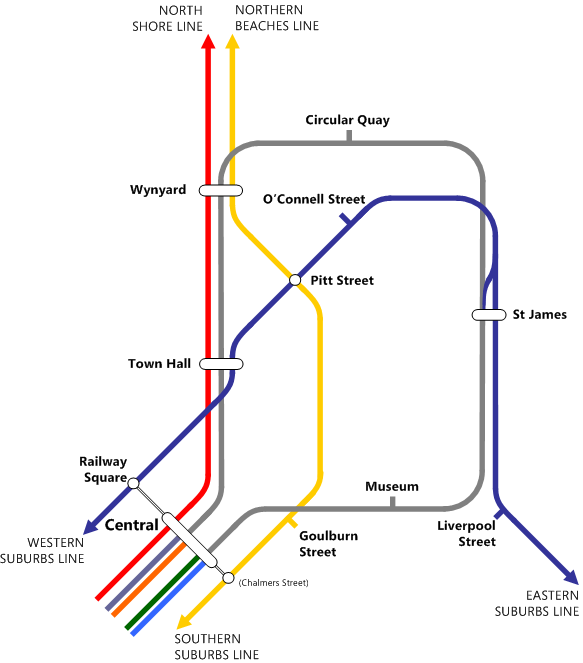
約翰‧白德田所原本設計的都會區鐵路路線圖。（東郊線以深藍色顯示，當時的伊拉瓦拉線是拉駁著市環）

鐵路前往東郊的構思在1860年代出現，意味著鐵路要進入都會區，而不是光以悉尼中央火車站作為終站。不過由於路線造價太昂貴，加上當時的政府以建造近郊線為大前提，因此計畫被擱置。而且1880年代東郊的規模仍然太小，因此建成鐵路的機會非常渺茫。1890年至1896年間皇家委員會再次提起要建造一個前往都會區的鐵路，包括東郊線，不過計畫仍被否決。不過後來東郊開始建造電車路線，「1880年電車路線伸延」將路線伸延至東郊，在1894年路線伸延至邦迪海灘、1898年至玫瑰灣（Rose Bay）、1909年至屈臣灣（Watsons Bay）。另外亦鋪設兩條電車線至環域（Randwick）。
1916年都會區的鐵路路線計畫重提，路線設計由墨爾本鐵路總工程師約翰·白德田設計。隨後將計畫交給國會，白德田的計畫認為需建造一個圈形的路線（即是今日的市環線），和一條前往東郊的支線（即是利用高架橋穿過烏魯木魯（Woolloomooloo）。這條線並伸延至窩打老（即都會區以南），全程共有10個站，並連結伊拉瓦拉線。
國會有1947年通過白德田的設計，並將設計放在都會區的郊區電氣化鐵路（修正）法案。在此計畫內會建成兩條線：一條是由高架橋經過英王十字至邦迪；另一條線是由聖詹士南下，經悉尼棒球場，並伸延至皇灘（Kingsford），最後到達悉尼中央站。不過1952年的一次經濟大衰退，使工程停了十年。
1967年東郊線的提議重現，不過就與白德田的計畫有差別。這包括早期前往邦迪的支線，然後再加上五個站在查理十字站（Charing Cross）、法國人道站（Frenchmans Road）、環域站（Randwick）、大學站（新南威爾士大學，University）和京士福站（Kingsford）。新南威爾斯政府因此嘉許給這條路線的設計者大雪山水力發電機構（Snowy Mountains Hydro-Electric Authority）。不過在1976年立法議會對路線作出討論時，認為需對整條鐵路撥出的建築費減少，因此烏拉蛙站、皇灘延線、邦迪聯運站和馬丁廣場站的大堂擴充要取消。但是東郊線仍然會和伊拉瓦拉線結合。
東郊線最終在1979年6月23日全線啟用，不過那時伊拉瓦拉線仍然接駁市環線（逆時針），並不如今天的情形般。最初是以穿梭的形式來往中央站至邦迪聯運站，不夠一年後隨著和伊拉瓦拉線的接駁工程完成，列車改道經過一條雙軌的路線由愛斯鎮以北、伊拉瓦拉聯運以南的一條隧道開始穿過萊德芬站，直至悉尼中央站的東郊線月台。萊德芬站的地底月台和馬丁廣場的一條回線隨工程在1980年7月20日完成。

### 後期擴充

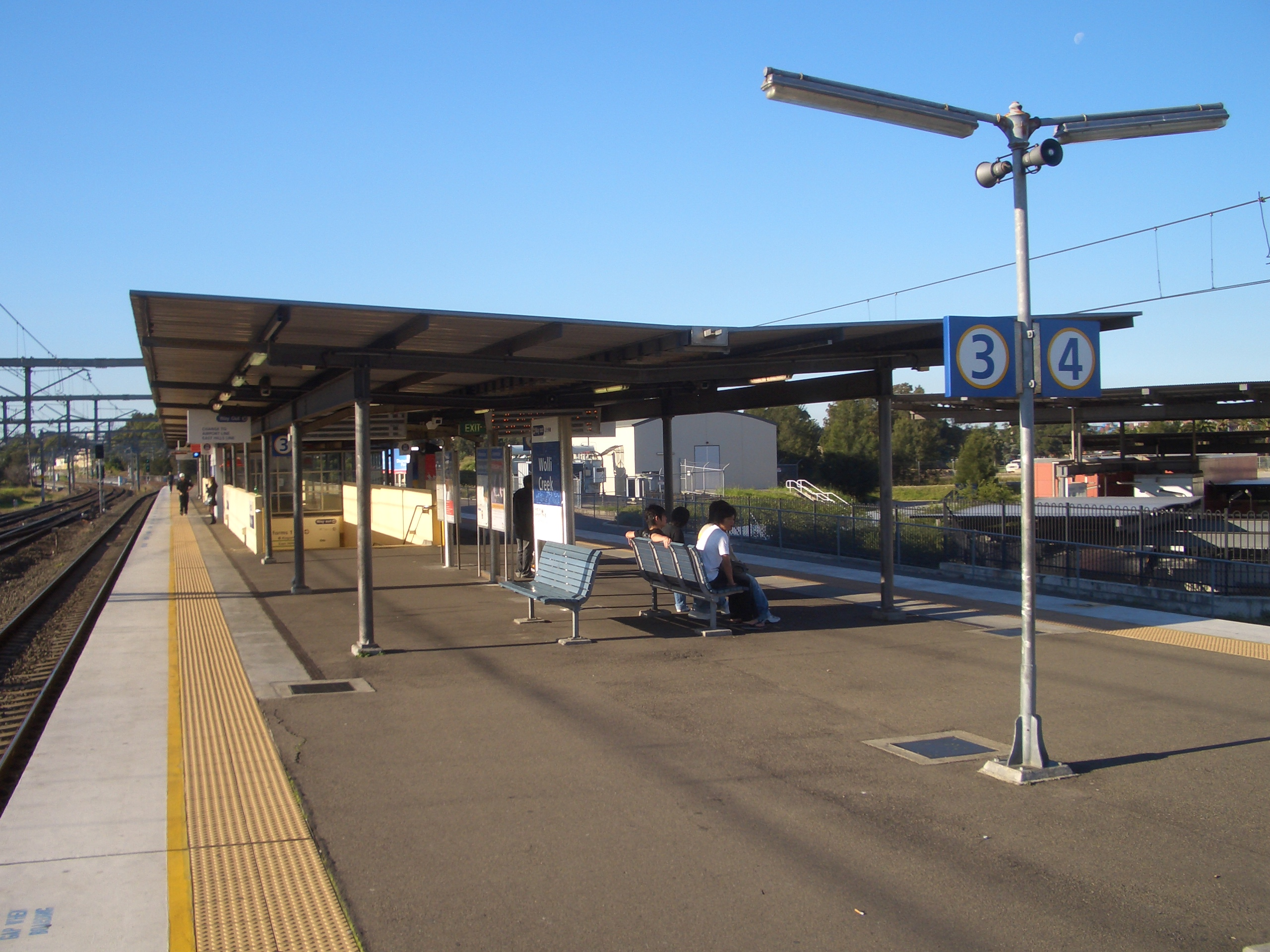
渦拉溪站的伊拉瓦拉線和南海岸線月台。

為了應付2000年悉尼奧運會 所帶來的人潮，政府在1995年 興建機場線（亦稱為新南線，其實這是本來的名稱）。那時來往機場和都會區的交通公具只有300和305號的「機場快線」巴士。
但面對龐大的奧運設施開支，自由黨的約翰·費伊（John Fahey）向政府提議將新路線和私人公司進行合作建築和管理。在這個交易下，政府會支付建築費；而私人公司（即是機場連線公司）會負責建造和管理。
終於路線在奧運開始前的3個月啟用，即是2000年5月21日  。路線用了大約9億澳元 ，當中政府出了7億元，私人公司則出了2億多元。新線包括5個站，其中4個都是私人公司管有；國際站（International）和國內站（Domestic）都是為機場而設的，包括更大型的升降機 和出閘機。另外亦設3個郊區車站，一個是發展中的往宅區—馬斯覺特（Mascot）和綠廣場（Green Square）和一個由城市鐵路管理的轉車站—渦拉溪站。
在京士福伸延線廢除前，邦迪聯運站本來是用作一個回線的車站。在2001年，政府駁回半私人性質的邦迪海灘延伸線的申請。不過為了保證增加容量，城市鐵路的路線清理計劃在邦迪聯運站增加一條回線，使班次由每小時14班次增加至20。前往市環線伊拉瓦拉線的列車亦可前往東郊線。工程在城市鐵路2006年的新時間表（5月28日）前完成。

## 路線名稱和時間表
最初路線是由萊德芬至伊拉瓦拉的奇亞瑪，所以路線被命名為伊拉瓦拉線。現在的東郊及伊拉瓦拉線路段於1987年改為「新忽地線」（Sutherland Line）；有兩個分支，一個由雪梨中央站開始，循著市環的逆時鐘方向，最後回到雪梨中央；另一個則前往東郊線，直至邦迪聯運。值得注意的是當時的南面終站是海倫市站（Helensburgh），而不是今日瀑布站。當年的伊拉瓦拉線即是今日南海岸線。
1989年城市鐵路成立，東郊及伊拉瓦拉線路段仍名為「新忽地線」，不過「南海岸線」這個名字終於出現，代替了「伊拉瓦拉線」這個名稱。而1992年後，再也不見海倫市站這個名稱在東郊及伊拉瓦拉線的時間表上，因為總站已經上移至瀑布站了。
這種情況一直到1996年，路線名稱改為「總站 - 總站」的形式，即是「瀑布／克羅努拉 - 邦迪聯運」（線）；南海岸線亦不例外，變為「邦拜利／奇午巴 -邦迪聯運」（線）。1997年10月路線改回當初的名稱，即是「伊拉瓦拉線」（東郊及伊拉瓦拉線）和「南海岸線」（南海岸線）。「東郊及伊拉瓦拉線」名稱是2000年出現的（一直沿用，只是現今的名稱少了個「s」），該年的第一份時間表同時亦出現「渦拉溪」這個站，因為它都是和渦拉溪站同一天出現的。
2005年6月，為了解決持續的鐵路網問題，改革了時間表：
- 繁忙時間主要車站約有6至8班列車，非繁忙時間行車間隔為每15分鐘一班。
- 繁忙時間較小的車站約有2至4班列車，非繁忙時間行車間隔則為每30分鐘一班。
- 大部分第一班車預定在早上5時至5時半間駛達悉尼中央車站；大部分週一至週四及週日的最後一班車約在午夜駛離中央車站，而星期五和星期六則為凌晨1時。

最新的時間表，可以瀏覽 官方網站上的時間表 （页面存档备份，存于）。

## 列車

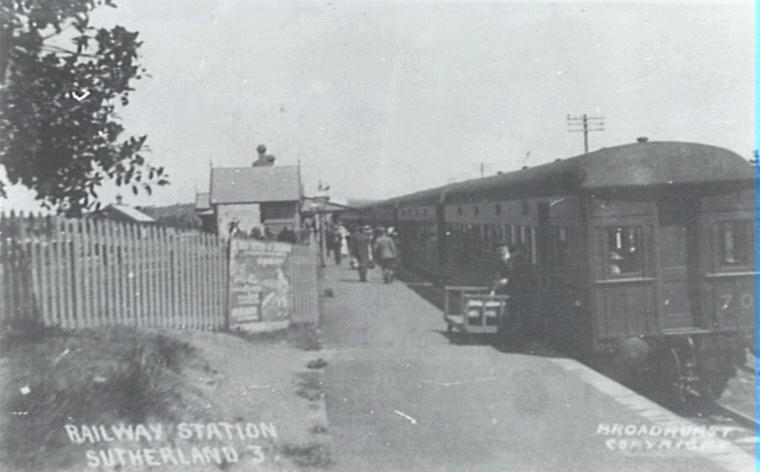
一列蒸汽車停泊於新忽地站（攝於1920年），這是在電化前的一個典型的列車服務。

伊拉瓦拉線本來是一個來往兩個城市（包括臥龍崗）之間（因為當初路線的終點站是奇亞瑪，即今日的南海岸線）的客貨混合的火車路線，貨運服務通常開往今日的班克斯線，每天都有大量的煤和一些貨物穿梭於鐵路上，不過郊區線的貨運服務只限於繁忙時間。而純客運服務的路線則是在東郊線和克羅努拉支線。
以前人們會乘搭蒸汽火車前往悉尼中央車站，當初前往好士維的列車都是蒸汽列車的Q.158和R.285車種。當都會區地下鐵路在1926年伸延至聖詹士後，一個新的電氣化鐵路將會經過那裏。當皇家郊野公園進行電氣化後，當初以蒸汽火車運作，後來因為成本問題而以電氣化列車運作。這個問題一直爭論至瀑布電氣化和東郊線建成後。東郊線成為第一個使用雙層列車運行並逐步運行至整個鐵路網絡，這種一直沒變直至1981年東郊線和伊拉瓦拉線整合為止。列車使用愛斯鎮聯運至東郊線。
東郊及伊拉瓦拉線的列車都是以麼谷維修中心作為維修基地，因此大部份列車型號是L、S和T、G系。繁忙時間是每小時12班，非繁忙時間是每小時6班，公眾假期是每小時4班。

## 沿線車站
東郊及伊拉瓦拉線是由東郊線、伊拉瓦拉線和克羅努拉支線組成，現時一共有33個站。本線曾包括皇家郊野公園站、（皇家郊野公園）童軍營月台等，不過已停用或不再是東郊及伊拉瓦拉線的沿線車站。
| 車站                                                           | 車站編碼 | 距離中央站（km） | 啟用日期       | TravelPass區域 | 區域                            | 接駁 | 前車站名稱                                                          |
| 東郊線                                                         |          |                  |                |                |                                 | |                                                                     |
| 邦迪聯運 （Bondi Junction）                                    | BJN      | 6.757            | 1979年6月23日  | 紅             | 邦迪，烏拉蛙                    | ■南海岸線 （只限繁忙時間） |                                                                     |
| 崖勤獵 （Edgecliff）                                           | ECL      | 4.823            | 1979年6月23日  | 紅             | 崖勤獵、達令角                  | ■南海岸線 （只限繁忙時間） |                                                                     |
| 國王十字 （Kings Cross）                                       | KSX      | 3.410            | 1979年6月23日  | 紅             | 英皇十字                        | ■南海岸線 （只限繁忙時間） |                                                                     |
| 馬丁廣場 （Martin Place）                                      | MPC      | 2.102            | 1979年6月23日  | 紅             | 悉尼都會區                      | ■南海岸線 （只限繁忙時間） |                                                                     |
| 市政廳 （Town Hall）                                           | THL      | 1.213            | 1932年2月28日  | 紅             | 悉尼都會區，達令港              | ■班克斯線、■內西線 ■機場暨東山線、 ■南線、■北岸線 ■北線、■南海岸線 （只限繁忙時間）                                                                           |                                                                     |
| 悉尼中央 （Central）                                           | SBO      | 0                | 1932年2月28日  | 紅             | 中央、草莓山、 勾恬冒、沙域山   | ■班克斯線、■內西線、 ■機場暨東山線 ■南線 、■西線 ■北線, ■北岸線 ■南海岸線、■南高地線 （有限度服務） ■藍山線、 ■紐卡素暨中海岸線                               | - 悉尼（Sydney） （1855-1926）                                      |
| 伊拉瓦拉線                                                     |          |                  |                |                |                                 | |                                                                     |
| 萊德芬 （Redfern）                                             | RDF      | 1.298            | 1878年4月15日  | 紅             | 萊德芬、窩打老、達令頓 悉尼大學 | ■班克斯線、■內西線 ■機場暨東山線 （只限繁忙時間） ■南線 、■西線 ■北岸線、■北線 ■南海岸線 （只限繁忙時間） ■南高地線 （有限度服務） ■藍山線、■紐卡素暨中海岸線 | - 艾弗賴（Eveleigh） （1878-1906）                                  |
| 先鄧咸 （Sydenham）                                            | SDN      | 5.307            | 1884年10月15日 | 紅             | 先鄧咸、馬域鎮                  | ■班克斯線 ■機場暨東山線 （只限繁忙時間）、 ■南海岸線 （只限繁忙時間）                                                                                         | - 麻力胡（Marrickville） （1884-1895）                              |
| 丁比 （Tempe）                                                 | TME      | 6.841            | 1884年10月16日 | 紅             | 丁比                            | N/A |                                                                     |
| 渦拉溪 （Wolli Creek）                                         | WOC      | 7.300            | 2000年5月21日  | 紅             | 渦拉溪                          | ■機場暨東山線、 ■南海岸線 （只限繁忙時間） |                                                                     |
| 阿克利夫 （Arncliffe）                                         | ACL      | 8.420            | 1884年10月16日 | 紅             | 阿克利夫                        | N/A |                                                                     |
| 班克西亞 （Banksia）                                           | BKA      | 9.604            | 1906年10月21日 | 紅             | 班克西亞                        | N/A |                                                                     |
| 石谷 （Rockdale）                                              | RKL      | 10.405           | 1884年10月15日 | 紅             | 石谷、碧士利                    | ■南海岸線 （只限繁忙時間） |                                                                     |
| 高嘉華 （Kogarah）                                             | KGH      | 11.607           | 1884年10月15日 | 綠             | 高博拉                          | ■南海岸線 （只限繁忙時間） |                                                                     |
| 交頓 （Carlton）                                               | CLJ      | 12.741           | 1887年1月1日   | 黃             | 交頓                            | |                                                                     |
| 阿留下 （Allawah）                                             | AWH      | 13.691           | 1925年11月15日 | 黃             | 阿留下                          | N/A |                                                                     |
| 好市圍 （Hurstville）                                          | HVL      | 14.837           | 1884年10月15日 | 黃             | 好士維                          | ■南海岸線 |                                                                     |
| 筆林 （Penshurst）                                             | PHS      | 16.124           | 1886年         | 黃             | 筆林                            | N/A |                                                                     |
| 麼底 （Mortdale）                                              | MDE      | 17.055           | 1897年3月20日  | 黃             | 麼底                            | N/A |                                                                     |
| 奧特利 （Oately）                                              | OAL      | 18.281           | 1886年         | 黃             | 奧特利                          | N/A | - 奧特利（Oatley） （1886-1889） - 奧特利（Oatley's） （1889-1890） |
| 高霧 （Como）                                                  | CMO      | 21.237           | 1885年12月26日 | 黃             | 高霧、高霧西                    | N/A |                                                                     |
| 真安莉 （Jannali）                                             | JNL      | 22.218           | 1931年9月7日   | 黃             | 真安莉                          | N/A |                                                                     |
| 薩瑟蘭 （Sutherland）                                          | SLD      | 24.460           | 1885年12月26日 | 粉紅           | 薩瑟蘭                          | ■南海岸線 |                                                                     |
| 新忽地站的南面，有兩條分支，一條是往瀑布，另一條是往克羅努拉。 |          |                  |                |                |                                 | |                                                                     |
| 伊拉瓦拉線（往瀑布）                                           |          |                  |                |                |                                 | |                                                                     |
| 洛德 （Loftus）                                                | LOF      | 26.288           | 1886年3月9日   | 粉紅           | 洛德                            | N/A | - 洛德聯運 （Loftus Junction） （1886-1896）                        |
| 英日殿 （Engadine）                                            | EGD      | 30.752           | 1920年10月1日  | 粉紅           | 英日殿、和黃華高原              | N/A |                                                                     |
| 石南屋 （Heathcote）                                           | HTC      | 33.152           | 1886年3月9日   | 紫             | 石南屋                          | N/A |                                                                     |
| 瀑布 （Waterfall）                                             | WFL      | 38.740           | 1886年3月9日   | 紫             | 瀑布                            | ■南海岸線 （有限度服務） | - 瀑布（Waterfalls） （1886）                                       |
| 克羅努拉支線（往克羅努拉）                                     |          |                  |                |                |                                 | |                                                                     |
| 奇娃爾 （Kirrawee）                                            | KEE      | 26.636           | 1939年12月16日 | 粉紅           | 奇娃爾                          | N/A |                                                                     |
| 吉米 （Gymea）                                                 | GYM      | 27.944           | 1939年12月16日 | 粉紅           | 吉米                            | N/A |                                                                     |
| 米灣達 （Miranda）                                             | MIJ      | 29.508           | 1939年12月16日 | 粉紅           | 米灣達                          | N/A |                                                                     |
| 卡令巴 （Caringbah）                                           | CIH      | 31.509           | 1939年12月16日 | 粉紅           | 卡令巴                          | N/A |                                                                     |
| 烏魯瓦 （Woolooware）                                          | WOE      | 33.601           | 1939年12月16日 | 紫             | 烏魯瓦                          | N/A |                                                                     |
| 克羅努拉 （Cronulla）                                          | CNL      | 34.807           | 1939年12月16日 | 紫             | 克羅努拉                        | 克羅努拉 - 皇家郊野公國渡輪 |                                                                     |

註： 即表示為常站。

### 停車模式
東郊及伊拉瓦拉線的停車模式總括能分為多種不同的種類，由蒸汽車時代開始就不斷轉變，包括：當1887年路線伸延至瀑布站後，往好士維站的列車班次是每天16班和新忽地站是每天2班（是以該站作總站），途中會停下每個必要的車站。1907年，高霧站和奧特利站加入，每天7至9個班次。新忽地每天有7個班次，往瀑布站有每天1班次。大部分的列車以好士維作為終點站。
進行電氣化時，終點站仍是一致的。1926年的終點是好士維、新忽地和郊野公園（站），1939年克羅努拉支線開啟後克羅努拉成為新的終點站。1980年瀑布站完成電氣化，並重新將皇家郊野公園（站）作為終點站，並以穿梭形式和柴聯車運作直至支線關閉。
今日，東郊及伊拉瓦拉線有6個終點站：好士維、麼谷、新忽地、克羅努拉和瀑布，主要的列車都會以邦迪聯運站作為終點站。列車停站模式包括：
1. 在星期一至五，去或是由瀑布站的列車會在好士維及之前的車站全部停下。接著停下高可拉、石谷、渦拉溪、先鄧咸，然後全部車站都停下。[69]
2. 去或是由克羅努拉站的列車都會停下（克羅努拉）支線中的所有車站，然後停下新忽地站、月地、麼谷、筆林、好士維、高可拉、石谷、溪拉溪、先鄧咸、萊德芬，然後所有的東郊線車站都停下來，直至邦迪聯運站為止。[70]
3. 有些往邦迪聯運的列車由麼谷開出，然後停下沿途各站。[71]
4. 只有星期一至五的某些列車以好士維作為終站，然後停下沿途各站。[72]

邦迪聯運站的回線工程完成前，所有往邦迪聯運的列車都要停下東郊線的所有車站。

## 未來發展
東郊及伊拉瓦拉線不如其它悉尼城市鐵路的鐵路網般仍要受著一連串的問題，她的主要問題不外乎於乘客量過多和班次不準（尤其在2004年，不過2006年5月的新時間表已舒緩了問題）不過暫停了的班次（和最近停止了的鐵路服務）和結果的乘客量繼續成一大問題，許多投資者為此亦感到悲觀。學者們都認為要擴大東郊線的容量。2002年的一份報告中，前城市鐵路主席Ron Christie主意到伊拉瓦拉線的乘客量有時是120%，更會出現180%意料之外的數字。

### 新南威爾斯州計畫和未來建設
新南威爾斯州政府在2007年立法會選舉中推介了關於該州的未來計畫，當中包括至2017年為止的基礎建設。有很多路線計畫都位列於內，伊拉瓦拉線都不能置身事外，計畫中有不少關於增加伊拉瓦拉線乘客量的計畫。值得注意的是，其中一個計畫已在2005年 成為城市鐵路「路線清理」計畫 的一部份，就是克羅努拉支線雙軌化工程，該支線正將一些單軌的路段升級。在這個計畫下，整條支線都會變更為雙軌路段，在奇娃爾站和烏拉瓦站更會增加一個新的月台，克羅努拉站將會增加容量。這個計畫使每小時能容納四輛列車的路段，增至每小時能容納六輛列車，並在未來10年內都無問題。計畫在2006年12月4日 同意。
除了克羅努拉支線雙軌化工程外，在2017年將會在一項工程來應付克羅努拉支線雙軌化工程所帶來的瓶頸問題，就是將好市圍和新忽地之間的路段擴充。即使增加由麼谷站開始的班次，筆林、交頓和樂調都增加傷殘人士設施，奧特利、新忽地和克羅努拉之間的路段將訊號系統升級，使能在路段中容納更多的列車。不過反對黨認為此舉只是一個自我宣傳，他們建議政府應更注意悉尼輕軌鐵路 的擴充，以解決悉尼內城的乘客容量問題。

### 長期策略及其它計畫
2002年 ，城市鐵路前主席羅恩·克里斯蒂（Ron Christie）出了一份報告，名為「長期鐵路策略」（Long-term strategic plan for rail）。報告大致說明在2050年前所建成的基礎設施。報告特別指名了一些鐵路路線現在必須面對的問題，她指出在2011年伊拉瓦拉線的容量會出現飽和，到時就連東郊線都無法供應容量給予伊拉瓦拉線。報告中她提出多個伸延至多個地區的捷運路線來解決乘客量的問題，其中一個作用就是用來輔助伊拉瓦拉線。克里斯蒂亦提議應在克羅努拉至米灣達的路段中進行擴充，然後再將路線伸延至預留的F6南部高速公路，到達悉尼機場，經過悉尼都會區最後沿北部海灘。即使路最終無法建成，她提出未來20年內會接近飽和的克羅努拉至米灣達路段和機場線要為伊拉瓦拉線增加乘客量。這兩個方案現在正討論中。
克里斯蒂不是唯一一個人提及F6高速公路在其提出的改革方案中，在同一年（2002年）的當前交通部部長卡爾·斯庫利就決定以1951年所提出的南高速公路伸延至聖彼得斯來取代F6高速公路，而F6高速公路則改為輕軌鐵路、公共汽車和高班次鐵路服務所使用的路線。他希望能改革植物學灣附近綠化區的的交通，環保組織都支持這個計畫，和一個環境運輸機構EcoTransit提出的25.5公里的輕軌鐵路，用來補充伊拉瓦拉線的不足，這條線名為 「海灣輕鐵快線」（Bay Light Express）。不過2005年 ，計畫出現岔子。新南威爾斯州財政司司長米高·哥斯達宣佈F6高速公路會重新成為一個行車高速公路，不過政府未來仍會討論輔助伊拉瓦拉線的捷運，不會因此而擱置。